# Festival international du cirque de Bayeux
 (avril 2023).
Le Festival international du cirque de Bayeux est un événement culturel consacré au cirque organisé tous les deux ans à Bayeux en Basse-Normandie par l'association du festival international du cirque de Bayeux créée le 21 juin 2003.
La fonction première de cette association est de rendre accessible à tous les plus belles attractions internationales. Située en plein centre de Bayeux (Calvados), place Gauquelin Despallières, la manifestation a lieu sous un chapiteau.
80 bénévoles collaborent à l’organisation de l’événement. Seuls les artistes, les monteurs et techniciens sont des professionnels.
Le succès a été immédiat dès la première édition, le chapiteau était plein à chaque séance. Ainsi 34 000 spectateurs sont venus applaudir un des spectacles du festival depuis la première édition en 2005.
La particularité de ce festival est le public qui vote pour élire les meilleurs artistes. Chaque vainqueur reçoit alors un Loyal (or, argent ou bronze), œuvre d’art réalisée par Thierry Planès.
Depuis septembre 2009, l'association du festival international du cirque de Bayeux a ouvert des ateliers d'initiations aux arts du cirque. Plus de cinquante élèves suivent une heure de cours par semaine dans les locaux de l'aire couverte du stade henry Jeanne.
Les élèves ont entre 7 et 14 ans. Ils apprennent à jongler, marcher sur un fil ou une boule.

## La première édition du 4 au 5 mars 2005
- Palmarès :
  - Loyal d’or : Maxim Popazov, contorsionniste. 
  - Loyal d’argent : Celé Familly, clowns parodistes et musicaux. 
  - Loyal de bronze : Ivès Nicols, jongleur. 
  - Prix de la ville de Bayeux : Le Duo France, acrobaties comiques. 
  - Prix spécial meubles Finel : Sarah et Jenifer, équilibres et contorsion.
- Programmation :
  - L’orchestre du Big Band de l’école municipale de Bayeux dirigé par Philippe Favresse (22 musiciens).
  - Christophe Ivanes, Mr Loyal.
  - Kékino, auguste de soirée. 
  - Le Duo France, acrobaties comiques. 
  - Pascal Chemel, haute école. 
  - Steeve Micheletty, sangles aérienne. 
  - Maya Nedkova, houla-hop. 
  - Kid Bauer, fauves. 
  - Maxim Popazov, contorsionniste. 
  - Ivès Nicols, jongleur. 
  - Mélanie Maurice, fildefériste. 
  - Frédo Lehaut, Alex Saintin et Sylvain Cousin, le Tennis, jonglerie burlesque. 
  - Celé Familly, clowns parodistes et musicaux. 
  - Sarah et Jenifer, équilibre et contorsion.

## La seconde édition du1erau 4 mars 2007
- Palmarès :
  - Loyal d’or : Pierre Marchand, diabolo. 
  - Loyal d’or : Christophe Ivanes, Mr Loyal. 
  - Loyal d’argent : Les Kilimandjaro, acrobaties au sol. 
  - Loyal de bronze : Le duo Garcia, trapèze fixe. 
  - Prix de la ville de Bayeux : David Micheletty, cavalerie. 
  - Prix spécial meubles Finel : David Massot, clown de reprise. 
  - Prix Bretagne circus : Tamara, antipodiste. 
  - Prix du club du cirque : Daniel Raffo, tigres.
- Programmation :
  - L’orchestre du Big Band de l’école municipale de Bayeux dirigé par Philippe Favresse (22 musiciens).
  - Christophe Ivanes, Mr Loyal.
  - David Massot, clown de reprise.
  - David Micheletty, cavalerie.
  - Yeuck Bauer, éléphant.
  - Tamara, antipodiste.
  - Zdenek Supka, jongleur. 
  - Le duo Garcia, trapèze fixe.
  - Daniel Raffo, tigres. 
  - Les Martinis, clowns. 
  - Le duo Monadstyrssky, transformistes. 
  - Les Kilimandjaro, acrobaties au sol.
  - Pierre Marchand, diabolo.

## La troisième édition du 5 au 8 mars 2009
- Palmares :
  - Loyal d’or : Trio Laruss, portées acrobatiques. 
  - Loyal d’argent : Mickael et Venko, roue infernale.
  - Loyal de bronze : Romain Cabon, tissu aérien.
  - Prix de la ville de Bayeux : Carlos Savadra, cavalerie.
  - Prix spécial meubles Finel : Adriana Folco, éléphant. 
  - Prix Bretagne circus : Mike Sanger, chiens comiques. 
  - Prix des enfants : Mickael et Venko, roue infernale.
  - Prix du club du cirque : Serge Massot, ventriloque. 
  - Prix Burguscircus : L’orchestre du Big Band de l’école municipale de Bayeux.
- Programmation :
  - L’orchestre du Big Band de l’école municipale de Bayeux dirigé par Philippe Favresse (22 musiciens).
  - Christophe Ivanes, Mr Loyal.
  - John Burck, otaries.
  - Romain Cabon, tissu aérien.
  - Eva Julia Cristie, grandes illusions.
  - Adriana Folco, éléphant.
  - Serge Massot, ventriloque.
  - Mickael et Venko, roue infernale.
  - Les Nery, clowns.
  - Mike Sanger, chiens comiques.
  - Carlos Savadra, cavalerie. 
  - Rogiero Gonzalves, jongleur.
  - Trio Laruss, portées acrobatiques.

## La quatrième édition du 17 au 20 mars 2011
- Palmares :
  - Loyal d’or : Skating Pilar, rollers.
  - Loyal d’argent : Duo La Vision, mains à mains.
  - Loyal de bronze : Duo Rose, Trapèze.
  - Prix de la ville de Bayeux : Gaby Dew et Sacha Houcke, cavalerie.
  - Prix des enfants: Skating Pilar, rollers.
  - Prix spécial meubles Finel : Tom & Pepe, Clowns. 
  - Prix Bretagne circus : Zemanof troup, bascule.
  - Prix des bénévoles : Duo Diao Wang, Sauteurs aux cerceaux.
  - Prix du club du cirque : Tom Dieck Junior, fauves.
  - Prix Crédit Agricole de Normandie: The Crows, barres fixes.
  - Prix du cirque d'Hiver Bouglione : Skating Pilar, rollers.
  - Prix coup de cœur 2011: Drogaleva and co, jongleurs.
- Programmation :
  - L’orchestre du Big Band de l’école municipale de Bayeux dirigé par Philippe Favresse (22 musiciens).
  - Christophe Ivanes, Mr Loyal.
  - Skating Pilar, rollers.
  - Duo La Vision, mains à mains.
  - Duo Rose, Trapèze.
  - Sacha Houcke, cavalerie.
  - Gaby Dew, la poste.
  - Tom & Pepe, Clowns. 
  - Zemanof troup, bascule.
  - Duo Diao Wang, Sauteurs aux cerceaux.
  - Tom Dieck Junior, fauves.
  - The Crows, barres fixes.
  - Drogaleva and co, jongleurs.

## La cinquième édition du 18 au 24 mars 2013
- Palmarès :
  - Prix de la ville de Bayeux : Trio Camadi (funambules, Colombie)
  - Prix des enfants : Troupe Cherifian (Sauteurs au tapis, Maroc)
  - Prix du Crédit agricole de Normandie : Ivan Radev (jongleur, Bulgarie)
  - Prix du journal Ouest-France : Duo Jaster (tir à l’arbalète, Italie)
  - Prix André Hébert : Gaby Dew et Sacha Houcke (cavalerie, France)
  - Prix des meubles Finel Crozatier : Alisher Ishmukamedov (sangles aériennes, Russie)
  - Prix du Cirque d’hiver Bouglione : Diana Vesdyashkina (dressage de teckels, Russie)
  - Prix des bénévoles : Antoine et Valérie (transmission de pensées, France)
  - Prix du coup de cœur : Kid Bauer (fauves, France)
  - Prix du Club du cirque : Yvonne et Jiri Kludsky (éléphant, Russie)
  - Prix Bretagne Circus : Orchestre du festival (France)

## La sixième édition du 2 au 8 mars 2015
- Palmarès : 
  - Loyal d’Or : Alain ALEGRIA – Trapèze Washington – Mexique
  - Loyal d’Argent : FRATELLI ROSSI – Jeux Icariens – Italie
  - Loyal de Bronze : Eonys GONCALVES – Pole dance – Portugal
  - Prix de la ville de Bayeux : Sampion BOUGLIONE – Jongleur – France
  - Prix du Cirque D’Hiver Bouglione : Tom DIECK Junior – Dompteur de fauves – Grande Bretagne & Orchestre du Festival dirigé par David Fackeure
  - Prix des Enfants : Alain ALEGRIA – Trapèze Washington - Mexique
  - Prix du Crédit Agricole de Normandie : Flag Circus – Diabolos - Chine
  - Prix du journal Ouest-France : Cai Yong – Equilibriste – Chine
  - Prix des Meubles Finel Crozatier : Eonys GONCALVES – Pole dance – Portugal
  - Prix André Hébert : FRATELLI ROSSI – Jeux Icariens – Italie
  - Prix du Club du Cirque : Adriana FOLCO – Eléphants – Italie
  - Prix Bretagne Circus : Vincent Vignaud – Grandes Illusions – France
  - Prix des bénévoles (Hors compétition) : Rob TORRES – Clown – USA

## La septième édition du 1 au 5 mars 2017
- Palmarès :
  - Loyal d’Or : Desire of Flight – Sangles Aériennes – Russie
  - Loyal d’Argent : Duo Frénésie – Mât Chinois – France
  - Loyal de Bronze : Olimpo’s Brothers – Main à main – Brésil
  - Prix de la ville de Bayeux : Ayala – Clown – Vénézuela
  - Prix des Enfants : Juan Gutierrez – Perroquet – Espagne
  - Prix du Crédit Agricole de Normandie : Tatiana Kundyk – Fil Souple – Ukraine
  - Prix de Hôtel le Bayeux : Alexander Lichner – Trapèze – Espagne
  - Prix du journal Ouest-France : Mickael Ferreri – Jongleur – Espagne
  - Prix André Hébert : Jeunes de l’école du Cirque de Bayeux – Ouverture du Festival – France
  - Prix du Cirque Nikuline de Moscou : Steeve CAPLOT – Fauves – France
  - Prix du Cirque D’Hiver Bouglione : Duo Frénésie – Mât Chinois – France
  - Prix des Meubles Finel Crozatier : John Caplot – Cavalerie – France
  - Prix des bénévoles : Alex Michael – Marche au plafond – Brésil
  - Prix du Club du Cirque : Steeve CAPLOT – Fauves – France
  - Prix Bretagne Circus : Duo Frénésie – Mât Chinois – France

## La huitième édition du 25 au 31 mars 2019
- Palmarès :
  - Loyal d’Or : Dust in the Wind – Portés Acrobatiques – Cuba
  - Loyal d’Argent : Mystery Gentlemen – Équilibre sur boules – Mongolie
  - Loyal de Bronze : Flying Aces – Trapèze volant – Australie, Japon et Grande Bretagne
  - Prix Spécial du Jury - Regard des Professionnels : Louis KNIE et Sara Biasini-Berousek – La Poste et ** Cavalerie – Suisse et République Thèque
  - Prix de la ville de Bayeux : Totti Family – Clown – Espagne et Allemagne
  - Prix de la Fédération Française des Festivals de Cirque : Sampion et Natalia Bouglione – Sangles aériennes – France et Russie
  - Prix du Cirque D’Hiver Bouglione : Elvis Errani – Eléphants – Italie
  - Prix des Enfants : Flying Aces – Trapèze volant – Australie, Japon et Grande Bretagne
  - Prix du Crédit Agricole de Normandie : Ty Tojo – Jongleur – USA
  - Prix de Hôtel le Bayeux : Totti Family – Clown – Espagne et Allemagne
  - Prix du journal Ouest-France : Sampion et Natalia Bouglione – Sangles aériennes – France et Russie
  - Prix André Hébert : Louis KNIE et Sara Biasini-Berousek – La Poste et Cavalerie – Suisse et République Thèque
  - Prix des Meubles Finel Crozatier : Ty Tojo – Jongleur – USA
  - Prix des bénévoles : Scott et Muriel – Magie comique – Pays Bas
  - Prix du Club du Cirque : Louis KNIE et Sara Biasini-Berousek – La Poste et Cavalerie – Suisse et République Thèque
  - Prix Bretagne Circus : Dust in the Wind – Portés Acrobatiques – Cuba

## La neuvième édition du 14 au 20 mars 2022
- Palmarès :
  - Loyal d’Or : Alex et Lisa – Mains à Mains – Ukraine
  - Loyal d’Argent : Gerling’s Troup – Roue de la mort - Argentine
  - Loyal de Bronze : Duo Bazaliy – Trapèze en Ballant – Ukraine
  - Prix Spécial du Jury – Regard des professionnels : Sacha Houcke et Gaby Dew – Cavalerie - France
  - Prix de la ville de Bayeux : Housch ma Housch – Clown – Ukraine
  - Prix du Cirque D’Hiver Bouglione : Duo Dadiva – Main à Main sur Rola-Rola – Cuba
  - Prix de la Fédération Française des Festivals de Cirque  : Duo Dadiva – Main à Main sur Rola-Rola – Cuba
  - Prix des Enfants : Andrejs Fjodorovs – Pigeons et Chiens dressés – Lettonie
  - Prix du Crédit Agricole de Normandie : François Borie – Jongleur – France
  - Prix de Hôtel le Bayeux : Alex et Lisa – Mains à Mains – Ukraine
  - Prix du journal Ouest-France : Holler et Kimberly – Roller Skating – Italie
  - Prix André Hébert : Sacha Houcke et Gaby Dew – Cavalerie - France
  - Prix Circuba de la Révélation  : Duo Bazaliy – Trapèze en Ballant – Ukraine
  - Prix des bénévoles : Holler et Kimberly – Roller Skating – Italie
  - Prix du Club du Cirque : Artem LYUBANEVYCH – Ukraine – Mât Aérien
  - Prix Bretagne Circus : François Borie – Jongleur – France

## La dixième édition du 20 au 26 mars 2023
- Palmarès :
  - Loyal d’Or : MESSOUDI BROTHERS – Main à Main - Maroc
  - Loyal d’Argent : Duo GEMINI – Cerceau aérien – Ukraine
  - Loyal de Bronze : Troupe Kévin RICHTER – Bascule – Hongrie
  - Prix Spécial du Jury – Regard des professionnels : Zhang FAN – Fil souple – Chine
  - Prix de la ville de Bayeux : NAGAÏKA TRIBE – Voltige Equestre – France
  - Prix du Cirque D’Hiver Bouglione : COPERLIN – Comique – Italie
  - Prix de la Fédération Française des Festivals de Cirque  : NAGAÏKA TRIBE – Voltige Equestre – France
  - Prix de la Firebird Productions  : Troupe Guerling – Funambules - Colombie -
  - Prix des Enfants : Troupe Kévin RICHTER – Bascule – Hongrie
  - Prix du Crédit Agricole de Normandie : Lucas PONTIGO – Clown – Brésil
  - Prix de Hôtel le Bayeux : Frères Messoudi – Main à main – Maroc
  - Prix du journal Ouest-France : Troupe Guerling – Funambules - Colombie -
  - Prix André Hébert : NAGAÏKA TRIBE – Voltige Equestre – France
  - Prix des bénévoles : Lucas PONTIGO – Clown – Brésil
  - Prix du Club du Cirque : Troupe Kévin Richter – Bascule – Hongrie
  - Prix Bretagne Circus : COPERLIN – Comique – Italie

## L'école du cirque André Hebert
L'association, à la suite de nombreuses demandes, qui se font soit lors de la visite des expositions qui accompagnent le festival, ou bien tout simplement après avoir vu l'un des spectacles, décide de créer en septembre 2009 l'école du cirque de Bayeux.
Ainsi sont dispensés tous les mercredis aux jeunes bayeusains des cours sur les différentes disciplines que sont le jonglage, l'équilibre...
La première année ce sont 50 élèves qui se retrouvent dans les locaux de l'aire couverte du stade henry Jeanne toutes les semaines.
D'année en année les inscriptions sont de plus en plus nombreuses, et l'association décide pour la rentrée 2011 d'investir dans un chapiteau afin que l'atmosphère des ateliers se fasse dans une véritable ambiance "cirque". En 2011 ce sont plus de 200 élèves qui fréquentent l'école du festival.
Le 21 avril 2012, lors de la journée mondiale du cirque, le chapiteau sera inauguré en présence de nombreuses personnalités et l'école s'appellera désormais l'école du cirque André Hebert, en hommage à ce bayeusain amoureux de cirque qui a transmis son amour pour cet art et fait se rencontrer les membres fondateurs de l'association qui avec lui se sont lancés en 2003 dans l'aventure du festival international du cirque de Bayeux.

## Galeries

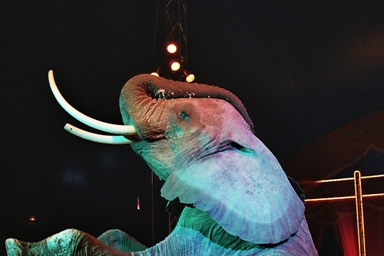
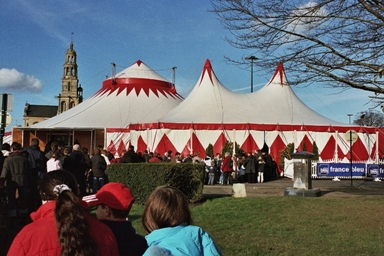
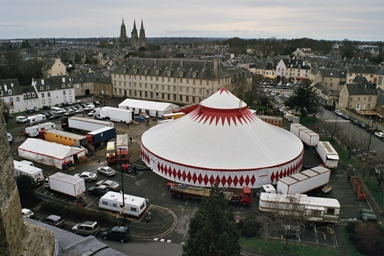
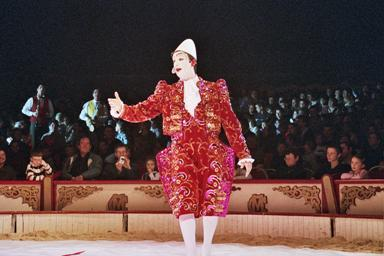
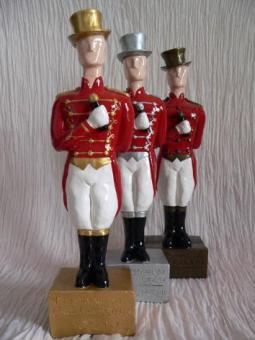
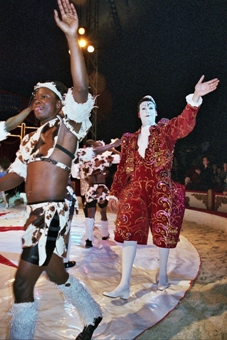
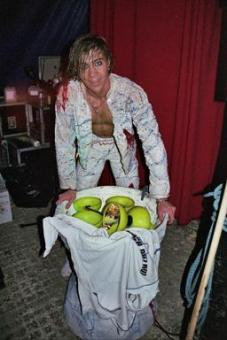